# Scott Sander Sheppard
Scott Sander Sheppard, ameriški astronom, * 1977.
Sheppard deluje na Institutu Carnegie v Washingtonu na Oddelku za zemeljski magnetizem. Kot podiplomski študent se je izobraževal na Inštitutu za astronomijo na Univerzi Havajev, kjer je leta 2004 doktoriral pri Davidu C. Jewittu. 
Raziskoval je naravne satelite zunanjih planetov v Osončju. Odkril je večje število naravnih satelitov Jupitra, Saturna, Urana in Neptuna. Odkril je tudi drugega znanega Neptunovega trojanca 2004 UP10 in 2018 VG18, ob odkritju najbolj oddaljeno znano telo Osončja.
Sodeloval je pri odkritju naslednjih naravnih satelitov:
Jupiter
- Temisto (2000) (najprej ga je leta 1975 odkril Charles Kowal)
- Harpalika (2000)
- Praksidika (2000)
- Haldena (2000)
- Isonoja (2000)
- Erinoma (2000)
- Tajgeta (2000)
- Kalika (2000)
- Megaklita (2000)
- Jocasta (2000)
- Evporija (2001)
- Ortosija (2001)
- Evanta (2001)
- Tiona (2001)
- Hermipa (2001)
- Pasitea (2001)
- Aitna (2001)
- Evridoma (2001)
- Avtonoja (2001)
- Sponda (2001)
- Kala (2001)
- S/2000 J 11 (2000)
- Arha (2002)
- Evkelada (2003)
- S/2003 J 2 (2001)
- S/2003 J 3 (2001)
- S/2003 J 4 (2001)
- S/2003 J 5 (2001)
- Helika (2003)
- Aeda (2003)
- Hegemona (2003)
- S/2003 J 9 (2003)
- S/2003 J 10 (2003)
- Kalihora (2003)
- S/2003 J 12 (2003)
- Kilena (2003)
- S/2003 J 14 (2003)
- S/2003 J 15 (2003)
- S/2003 J 16 (2003)
- S/2003 J 17 (2003)
- S/2003 J 18 (2003)
- S/2003 J 19 (2003)
- Karpo (2003)
- Mnema (2003)
- Telksinoja (2003)
- S/2003 J 23 (2003)

Saturn
- Narvi (2003)

Uran
- Margareta (2003)

Neptun
- Psamata (2003)